# Processus condylien de la mandibule
Le processus condylien de la mandibule (ou processus condylaire) est une saillie osseuse montante située sur la partie postérieure du bord supérieur de la branche de la mandibule.

## Description
Le processus condylien est séparé à l'avant du processus coronoïde par l'incisure mandibulaire.
Sa partie supérieure présente le condyle de la mandibule.
Il est relié à la branche montante par le col du condyle.

## Condyle de la mandibule
La partie la plus supérieure du processus condylien présente un condyle convexe d'avant en arrière et latéralement : le condyle de la mandibule ou tête de la mandibule.
C'est une surface recouverte de tissu fibreux qui s'articule avec un ménisque : le disque articulaire temporomandibulaire de l'articulation temporo-mandibulaire.
Lorsque la bouche est fermée, le ménisque est bordé en dedans et en haut par la fosse mandibulaire de l'os temporal.
Lorsque la bouche est ouverte au maximum, le ménisque est tiré en avant et en bas le long de la pente de la partie inférieure de l'os temporal vers le tubercule articulaire, afin de rester interposé entre le condyle et l'os temporal dans toutes les positions de la mâchoire.
Son axe long est dirigé vers l'intérieur et légèrement vers l'arrière, et s'il est prolongé jusqu'à la ligne médiane, il rencontrera celui du condyle opposé près du bord antérieur du foramen magnum.
A l'extrémité latérale du condyle se trouve un petit tubercule pour la fixation du ligament latéral temporo-mandibulaire.

## Col de la mandibule
Le col de la mandibule (ou col du condyle) s'élève à partir de la partie postérieure de la branche montante de la mandibule. Il est aplati d'avant en arrière et renforcé par des crêtes qui descendent de la partie antérieure et des côtés du condyle.
Sa face postérieure est convexe.
Sa face antérieure présente une dépression pour l'insertion du muscle ptérygoïdien latéral : la fossette ptérygoïdienne.

## Aspect clinique

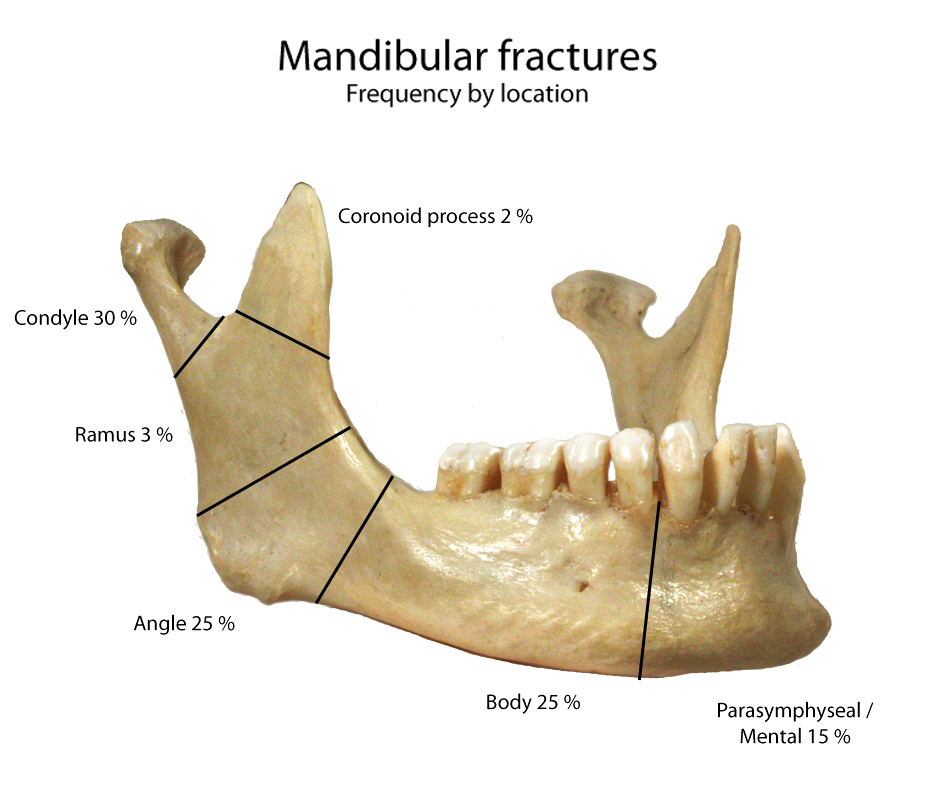
Les fractures mandibulaires

Parce que le disque articulaire empêche la mandibule de se déplacer vers l'arrière, le col condylien est souvent sujet à une fracture lorsque la mâchoire subit un coup.